# Stefanivșciîna, Velîka Bahacika
Stefanivșciîna (în ucraineană Стефанівщина) este un sat în comuna Stepanivka din raionul Velîka Bahacika, regiunea Poltava, Ucraina.

## Demografie
Componența lingvistică a localității Stefanivșciîna
     Ucraineană (96,08%)
     Rusă (3,92%)
Conform recensământului din 2001, majoritatea populației localității Stefanivșciîna era vorbitoare de ucraineană (96,08%), existând în minoritate și vorbitori de rusă (3,92%).